# Малое Шилово
Малое Шилово — деревня в составе Краснокамского городского округа в Пермском крае.

## Географическое положение
Деревня расположена на недалеко от левого берега река Сюзьва у её устья на расстоянии примерно 8 километров на юго-запад от города Краснокамск.

## Климат
Климат умеренно континентальный. Наиболее тёплым месяцем является июль, средняя месячная температура которого 17,4—18,2 °C, а самым холодным январь со среднемесячной температурой −15,3…−14,7 °C. Продолжительность безморозного периода 110 дней. Снежный покров удерживается 170—180 дней.

## История
Была известна с 1782 года как деревня Шилова. Позднее разделилась на Малое и Большое Шилово. До 2018 года входила в Майское сельское поселение Краснокамского района. После упразднения обоих муниципальных образований стала рядовым населённым пунктом Краснокамского городского округа. Представляет собой типичную дачную деревню, хозяева домов которой прописаны в Краснокамске и Перми.

## Население
Постоянное население составляло 5 человек (100 % русские) в 2002 году, 14 человек в 2010 году.